# True Lies
True Lies (Mentiras arriesgadas en España y Mentiras verdaderas  en Hispanoamérica) es una película estadounidense de acción y comedia de 1994 dirigida por James Cameron y protagonizada por Arnold Schwarzenegger, Jamie Lee Curtis y Tom Arnold en los papeles principales. Es una versión de la película de comedia francesa La Totale! (1991).
Es la primera película de 20th Century Fox en estrenar su nuevo logotipo con su nueva fanfarria incluida.

## Argumento
El espía estadounidense Harry Rehnquist (Arnold Schwarzenegger) se infiltra en la mansión alpina de un contrabandista de armas en Suiza. Asistido desde el exterior por sus compañeros Albert «Gib» Gibson (Tom Arnold) y Faisil (Grant Heslov), Harry accede a una computadora en el interior de la mansión y la pone en funcionamiento para que Faisil acceda a sus archivos, entre los cuales encuentran información sobre un comercio ilegal de armamento nuclear. Durante la misión, Harry conoce a la vendedora de antigüedades Juno Skinner (Tia Carrere) y baila un tango con ella. Sin embargo Harry es descubierto, por lo que a tiros logra escapar vivo de la mansión.
Debido a su riesgosa profesión, Harry oculta a su familia su apellido real, viviendo bajo el apellido Tasker, junto con su esposa Helen (Jamie Lee Curtis) y su hija Dana (Eliza Dushku), y también su ocupación, haciéndose pasar por un aburrido vendedor de computadoras. Después de que Gib y Faisil descubren que Juno Skinner está involucrada como intermediaria en la operación de tráfico de cabezas nucleares, Harry se hace pasar ante ella por comprador para hacerle seguimiento. Uno de los empleados de Juno, Salim Abu Aziz (Art Malik) es en realidad el jefe de una facción islámica radical llamada Yihad Carmesí, quien es la compradora de las cabezas nucleares. Salim Abu Aziz nota enseguida que Harry es un impostor y que Juno está siendo sondeada por fuerzas de seguridad, por lo que personalmente sigue a Harry junto con dos esbirros a un centro comercial.
Luego de un intenso tiroteo en el que Salim Abu Aziz logra escapársele, Harry llega a muy tarde a su casa siendo ese su día de cumpleaños, molestando a Helen, quien le había preparado una fiesta sorpresa. Al día siguiente, Harry decide pasar por su trabajo para invitarla a almorzar y limar asperezas; pero, por accidente, descubre que Helen está saliendo en secreto con un hombre llamado Simon (Bill Paxton). Harry y Gib rastrean a ambos y, aunque en un principio creen que Simon es un espía enemigo que usa a Helen para llegar hasta Harry, se enteran de que en realidad es un vendedor de autos usados que intenta seducir a Helen haciéndose pasar por espía.
Harry usa recursos de la agencia para seguir a Helen y a Simon, secuestrándolos a ambos en el tráiler de este. Simon es intimidado y liberado por Harry y Gib, quienes luego detienen e interrogan a Helen sobre Simon y su relación con él. Quebrada, Helen confiesa que solo se dejó llevar por Simon para hacer algo con su vida, muy aburrida y rutinaria por culpa de la dejadez de Harry, quien, decidido a reparar el daño, ofrece a Helen una «misión»: hacerse pasar por prostituta ante él mismo (fingiendo ser un contrabandista) para tener una noche romántica en una habitación de un hotel.
Por desgracia, durante la velada, los hombres de Jihad Carmesí irrumpen en la habitación y secuestran a ambos, llevándolos a una isla de los Cayos de Florida, donde Salim Abu Aziz planea atacar territorio estadounidense con las cabezas nucleares para forzar al ejército de ese país a retirar sus fuerzas de los territorios árabes. Harry, confesando a Helen su verdadera vida, debe valerse por sí mismo para acabar con semejante amenaza a su nación.

## Reparto
| Actor                 | Personaje                                |
| --------------------- | ---------------------------------------- |
| Arnold Schwarzenegger | Harry Rehnquist / Harry Tasker           |
| Jamie Lee Curtis      | Helen Elizabeth Tasker                   |
| Tom Arnold            | Albert "Gib" Gibson                      |
| Bill Paxton           | Simon                                    |
| Art Malik             | Salim Abu Aziz                           |
| Tia Carrere           | Juno Skinner                             |
| Eliza Dushku          | Dana Tasker                              |
| Grant Heslov          | Faisil                                   |
| Charlton Heston       | Spencer Trilby                           |
| Ofer Samra            | Yusif                                    |
| Marshall Manesh       | Jamal Khaled                             |
| James Allen           | Coronel                                  |
| Dieter Rauter         | Dieter Rauter, vigilante del embarcadero |
| Jane Morris           | Janice                                   |
| Katsy Chapell         | Allison                                  |
| Crystina Wyler        | Charlene                                 |
| Paul Barselou         | viejo en el baño                         |
| Charles A. Tamburro   | Piloto de helicóptero                    |

## Fechas de estreno mundial
| País                                                                          | Fecha de estreno                   |
| ----------------------------------------------------------------------------- | ---------------------------------- |
| Alemania                                                                      | Jueves 18 de agosto de 1994        |
| Argentina                                                                     | Jueves 1 de septiembre de 1994     |
| Australia                                                                     | Jueves 1 de septiembre de 1994     |
| Austria                                                                       | Viernes 19 de agosto de 1994       |
| Bélgica                                                                       | Miércoles 28 de septiembre de 1994 |
| Belice · Costa Rica · El Salvador · Guatemala · Honduras · Nicaragua · Panamá | Viernes 30 de septiembre de 1994   |
| Bolivia                                                                       | Martes 11 de octubre de 1994       |
| Brasil                                                                        | Viernes 2 de septiembre de 1994    |
| Bulgaria                                                                      | Viernes 18 de noviembre de 1994    |
| Chile                                                                         | Jueves 29 de septiembre de 1994    |
| Chipre                                                                        | Viernes 14 de octubre de 1994      |
| Colombia                                                                      | Jueves 29 de septiembre de 1994    |
| Corea del Sur                                                                 | Sábado 13 de agosto de 1994        |
| Croacia                                                                       | Jueves 27 de octubre de 1994       |
| Dinamarca                                                                     | Viernes 26 de agosto de 1994       |
| Ecuador                                                                       | Miércoles 5 de octubre de 1994     |
| Egipto                                                                        | Lunes 5 de diciembre de 1994       |
| Eslovenia                                                                     | Jueves 22 de diciembre de 1994     |
| España                                                                        | Viernes 2 de septiembre de 1994    |
| Estados Unidos · Canadá                                                       | Viernes 15 de julio de 1994        |
| Estonia                                                                       | Viernes 11 de noviembre de 1994    |
| Filipinas                                                                     | Miércoles 24 de agosto de 1994     |
| Finlandia                                                                     | Viernes 30 de septiembre de 1994   |
| Francia                                                                       | Miércoles 12 de octubre de 1994    |
| Grecia                                                                        | Viernes 14 de octubre de 1994      |
| Hong Kong                                                                     | Jueves 25 de agosto de 1994        |
| Hungría                                                                       | Jueves 29 de septiembre de 1994    |

| País                         | Fecha de estreno                 |
| ---------------------------- | -------------------------------- |
| India                        | Viernes 16 de diciembre de 1994  |
| Indonesia                    | Martes 13 de septiembre de 1994  |
| Israel                       | Viernes 19 de agosto de 1994     |
| Italia                       | Viernes 16 de septiembre de 1994 |
| Jamaica                      | Miércoles 31 de agosto de 1994   |
| Japón                        | Sábado 10 de septiembre de 1994  |
| Letonia                      | Viernes 25 de noviembre de 1994  |
| Líbano                       | Viernes 26 de agosto de 1994     |
| Lituania                     | Viernes 2 de diciembre de 1994   |
| Malasia                      | Jueves 18 de agosto de 1994      |
| México                       | Viernes 16 de septiembre de 1994 |
| Noruega                      | Jueves 14 de octubre de 1994     |
| Nueva Zelanda                | Viernes 12 de agosto de 1994     |
| Países Bajos                 | Jueves 13 de octubre de 1994     |
| Perú                         | Viernes 16 de septiembre de 1994 |
| Polonia                      | Viernes 28 de octubre de 1994    |
| Portugal                     | Viernes 14 de octubre de 1994    |
| Puerto Rico                  | Jueves 11 de agosto de 1994      |
| Reino Unido Irlanda          | Viernes 12 de agosto de 1994     |
| República Checa · Eslovaquia | Jueves 6 de octubre de 1994      |
| República Dominicana         | Jueves 22 de septiembre de 1994  |
| Rumania                      | Viernes 21 de octubre de 1994    |
| Singapur                     | Jueves 17 de noviembre de 1994   |
| Sudáfrica                    | Viernes 26 de agosto de 1994     |
| Suecia                       | Viernes 23 de septiembre de 1994 |
| Suiza                        | Viernes 19 de agosto de 1994     |
| Tailandia                    | Viernes 21 de octubre de 1994    |
| Taiwán                       | Sábado 13 de agosto de 1994      |
| Turquía                      | Viernes 11 de noviembre de 1994  |
| Uruguay                      | Viernes 9 de septiembre de 1994  |
| Venezuela                    | Miércoles 19 de octubre de 1994  |

## Producción
Cuando el director James Cameron no pudo rodar una película de la saga Bond a causa de que fuese paralizada temporalmente, él, en vez de eso y aconsejado por Arnold Schwarzenegger, reescribió el guion de una película francesa de escaso éxito comercial llamada Dos espías en mi cama para filmarla en su lugar. El resultado fue esta producción cinematográfica, que combina el humor con la acción más espectacular.

## Recepción
En el sitio web especializado Rotten Tomatoes, la película cuenta con un ranking aprobatorio del 72% basado en 47 reseñas, con un promedio de valoración de 6,6 sobre 10. El consenso del sitio afirma: «Aunque no alcanza la dimensión de las anteriores colaboraciones del director James Cameron y de la estrella Arnold Schwarzenegger, True Lies aún incluye suficiente acción y humor en su a veces absurda trama para entretener». En el sitio web Metacritic tiene una puntuación de 63 sobre 100, basada en 17 críticas, indicando «reseñas generalmente favorables». En la taquilla esta película tuvo un gran éxito.

## Premios
- 1995, Premio Globo de Oro: a la mejor prestación de una actriz en comedia (Jamie Lee Curtis).
- 1995, Premio Saturno: a la mejor actriz (Jamie Lee Curtis), al mejor director (James Cameron), y a los mejores efectos especiales (John Bruno).
- 1995, Premio American Comedy Awards: a la actriz principal más divertida en cine (Jamie Lee Curtis).
- 1995, Premio ASCAP: a la música más taquillera (Brad Fiedel).